# Петрова, Александра Валерьевна
Александра Валерьевна Петрова (18 сентября 1980, Чебоксары — 16 сентября 2000, Чебоксары) — российская фотомодель, победительница конкурса Мисс Россия 1996 и других конкурсов красоты.

## Биография
Петрова родилась 18 сентября 1980 года в Чебоксарах, Чувашская АССР. Воспитывалась матерью Валерией и бабушкой Татьяной. В четырнадцать лет она начала посещать Чебоксарскую школу моды, а позднее начала принимать участие в конкурсах красоты.
В 1996 году финал национального конкурса «Мисс Россия» транслировался на канале «РТР» 14 декабря в прямом эфире. Впервые конкурс проходил вне столицы — в Великом Новгороде. Из 40 участниц — победительниц региональных туров, лучшей была признана 16-летняя Александра Петрова из города Чебоксары.
В 1997 году она принимала участие в многочисленных телепередачах, шоу-программах, презентациях, серьёзно работала в качестве фотомодели. За год Александра побывала во многих странах мира, приняла участие в трёх международных конкурсах. Также получила золотую медаль Мирового чемпионата по искусствам в номинации «модель» и предложение о работе в Голливуде.
В июле 1997 года Александра Петрова была признана лучшей на международном модельном конкурсе «Мисс Модел Интернэшнл», в котором принимали участие представительницы 53 стран.
В конце 1997 года в Чувашии Александра Петрова победила на конкурсе «Человек года».
В 1999 году участвовала в конкурсе Мисс Вселенная 1999.
Позже Петровой предложили контракт с модельным агентством Ford Models, но она отказалась так как ей требовалось похудеть, выучить английский и сделать короткую стрижку.

## Убийство
16 сентября 2000 года Александра Петрова была убита в Чебоксарах одним выстрелом в голову, не дожив до 20-летия двух дней.
Вместе с ней в подъезде были застрелены двое предпринимателей: Константин Чувилин, молодой человек девушки, и его друг Радик Ахметов, являвшийся директором центрального рынка. Убийство осталось нераскрытым, хотя по версии МВД, девушка стала жертвой киллера, нанятого из-за разборок местных криминальных авторитетов за сферы влияния. Сама девушка оказалась случайной свидетельницей произошедшего.
Похороны прошли 18 сентября 2000 года в Чебоксарах.
Киллер до сих пор не найден и не наказан. В 2001 году дело об убийстве приостановили.